# Тьетген, Карл Фредерик
Карл Фредерик Тьетген (дат. Carl Frederik Tietgen; 19 марта 1829, Оденсе — 19 октября 1901, Копенгаген) — датский финансист и бизнесмен.
Основатель ряда известных датских компаний, существующих по сей день, Тьетген сыграл важную роль в индустриализации Дании. Тьетген создал несколько конгломератов и предприятий, которые достигли монопольного положения в стране в том числе  Большое Северное телеграфное общество и существующую до сих пор пивоваренную компанию Tuborg.
Тьетген был известным филантропом, принимал активное участие в финансировании строительства Мраморной церкви.